# 大阪府道27号柏原駒ヶ谷千早赤阪線
大阪府道27号柏原駒ヶ谷千早赤阪線（おおさかふどう27ごう かしわらこまがたにちはやあかさかせん）は、大阪府柏原市から南河内郡千早赤阪村に至る府道（主要地方道）である。

## 概要
1977年（昭和52年）3月25日付けで認定。

### 路線データ
- 起点：大阪府柏原市国分西1丁目（原川東交差点、大阪府道12号堺大和高田線交点）
- 終点：大阪府南河内郡千早赤阪村水分（国道309号交点）

## 歴史
- 1993年（平成5年）5月11日 - 建設省から、府道柏原駒ヶ谷千早赤阪線が柏原駒ヶ谷千早赤阪線として主要地方道に指定される[1]。

## 路線状況

### 重複区間
- 国道166号（羽曳野市駒ヶ谷 - 羽曳野市川向）
- 大阪府道33号富田林太子線（南河内郡河南町大ヶ塚・大ヶ塚交点 - 南河内郡河南町寺田・寺田北交点）
- 大阪府道200号上河内富田林線（南河内郡河南町白木・寺田交差点 - 南河内郡河南町白木・白木南交差点）

## 地理

### 通過する自治体
- 柏原市
- 羽曳野市
- 富田林市
- 南河内郡
  - 太子町
  - 河南町
  - 千早赤阪村

### 交差する道路
| 交差する道路                                        | 交差する場所 | 交差する場所 | 交差する場所 | 備考                                   |
| --------------------------------------------------- | ------------ | ------------ | ------------ | -------------------------------------- |
| 大阪府道12号堺大和高田線                            | 柏原市       | 柏原市       | 原川東       |                                        |
| 南河内フルーツロード                                | 羽曳野市     | 羽曳野市     | 駒ヶ谷北     | 広域農道                               |
| 国道166号                                           | 羽曳野市     | 羽曳野市     | (駒ヶ谷)     | ※ここから川向まで国道166号と重複       |
| 国道166号                                           | 羽曳野市     | 羽曳野市     | (川向)       |                                        |
| 大阪府道32号美原太子線(旧道)                        | 南河内郡     | 太子町       | 太子         |                                        |
| 大阪府道32号美原太子線(新道)                        | 南河内郡     | 太子町       | 太子町南     |                                        |
| 大阪府道33号富田林太子線                            | 南河内郡     | 河南町       | 大ケ塚       | ※ここから寺田北まで大阪府道33号と重複  |
| 大阪府道33号富田林太子線                            | 南河内郡     | 河南町       | 寺田北       |                                        |
| 大阪府道200号上河内富田林線 大阪府道704号竹内河南線 | 南河内郡     | 河南町       | 寺田         | ※ここから白木南まで大阪府道200号と重複 |
| 大阪府道200号上河内富田林線 南河内フルーツロード    | 南河内郡     | 河南町       | 白木南       | 農免道路                               |
| 国道309号                                           | 南河内郡     | 千早赤阪村   | (水分)       |                                        |

※ 交差する場所の括弧書きは地名、それ以外は交差点名で表示

### 沿線にある施設など
- 河内国分駅
- 柏原市立旭ヶ丘小学校
- 駒ヶ谷駅
- 石川河川公園
- 大阪府立懐風館高等学校
- 大阪芸術大学
- 大ケ塚公園
- 河南町役場
- 河南町立中学校
- 金山古墳